# スコットランドの宗教
スコットランドの宗教（スコットランドのしゅうきょう）では、スコットランドにおける宗教を解説する。
キリスト教はスコットランドにおける最大の宗教である。2001年度イギリス国勢調査（en）において、スコットランド人口の65％がキリスト教徒であった。しばしばザ・カーク（The Kirk）と呼び表されるスコットランド国教会は、スコットランドの国民教会（en）として法律（en）で認可されている。スコットランド国教会は国教ではなく、国による管理から独立している。しかしスコットランド最大の宗教グループであり、人口の42％が属している。他の主要な宗派は、宗教改革以前のスコットランド伝統キリスト教会であるカトリックで、人口のおよそ16％前後である。カトリックは特にスコットランド中西部とハイランドにおいて重要である。およそ15,000人前後がバプティスト教会、スコットランド聖公会（en）、そして保守派の長老派教会である。より小さなグループにクエーカー教徒、ペンテコステ派、ゴスペル・ホール（en）がある。出席者の増加を目の当たりにしている唯一の教会は独立した教会で、人気のある福音派の分派も含まれる。
ユダヤ教は少なくとも中世最盛期以降にスコットランドで確立された。近年、その他の宗教がスコットランドにおいてその存在を確立してきたが、これは主として移民を通じて、または部分的に改宗者にひきつけられてによる。イスラム教はこれらの中で最も支持者が多く（南アジアからの移民）、他に仏教、シク教、ヒンドゥー教である。その他の少数派宗教にはバハイ教、ラスタファリアニズム、小さなネオペイガニズム集団がある。宗教的信念を持たない、または宗教を明記しない者が28％を占めているのを反映して、積極的にヒューマニズム、合理主義、世俗主義を促進する多様な組織がある。
正教会はスコットランド都市部のほとんどで顕著な存在感を示している。かつてはギリシャ正教会を通じて保っていたが、その教会はロシア、マケドニア共和国、ブルガリア、その他の国々（旧ソ連の国々）からやってきた正教会信徒の礼拝の場となっている。

## 歴史

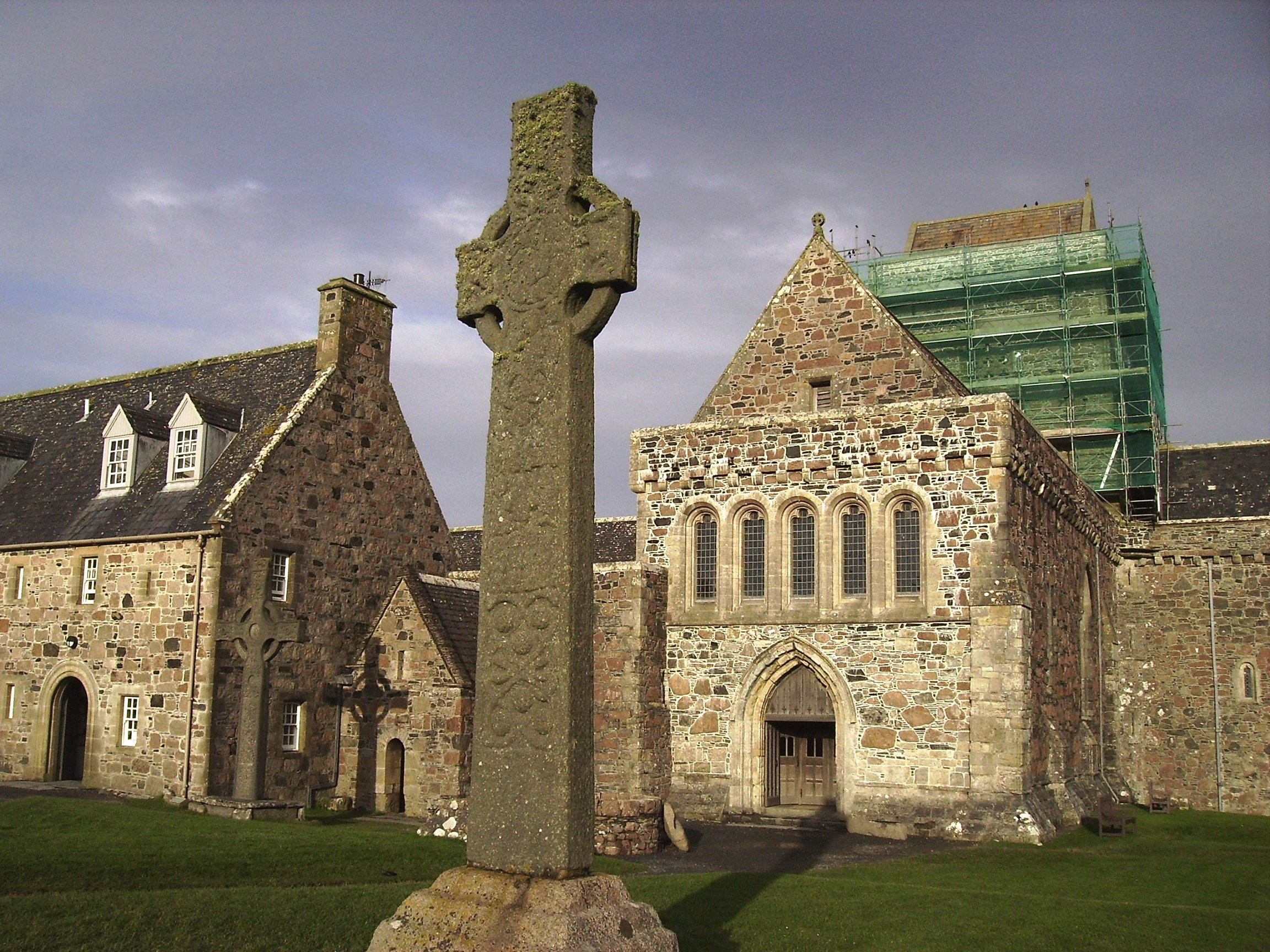
アイオナ修道院入り口にたつ9世紀の聖マルティヌス十字。後方は聖ヨハネ十字

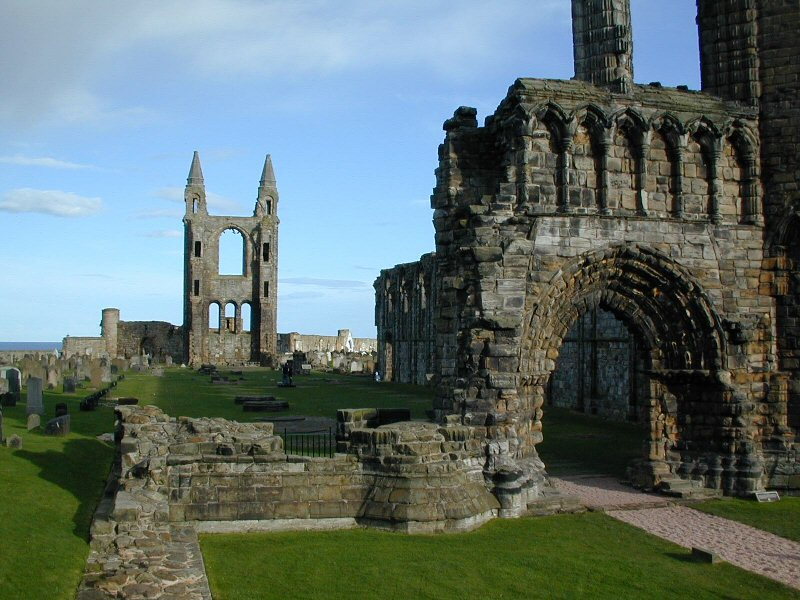
セント・アンドリュース大聖堂の跡

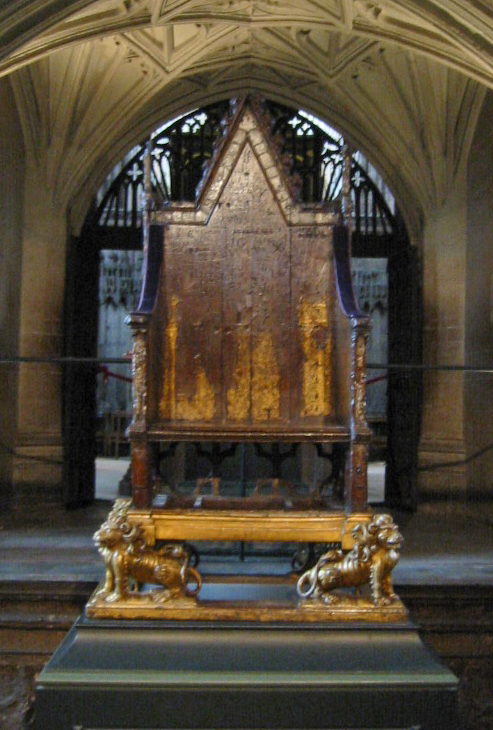
ウェストミンスターのエドワード王の椅子。スクーンの石はスコットランドに返還され今はない

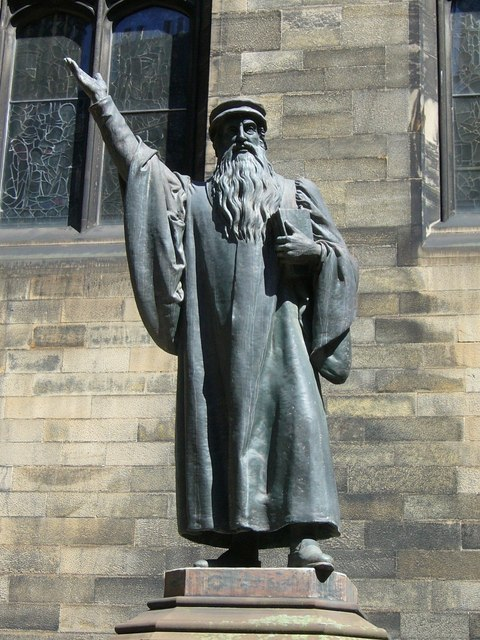
エディンバラにあるジョン・ノックス像

初期のピクト人の信仰は、一般的にケルトの多神教に似ていたと推測されてきた。ピクト人の王がキリスト教に改宗した年月日は不明である。しかし、アイルランドを離れてからのピクト人王国においては聖パラディアス（en）を敬う伝統があった。そしてアバーネシー（パース・アンド・キンロスの村）はブリギッド、そしてキルデアのDarlugdachとつながりがあった。中世ウェールズ語で書かれた詩『ア・ゴドズィン』（Y Gododdin）において、ピクト人が異教徒であるとは述べられていない一方で、パトリキウスは『背教者のピクト人』と述べている 。ピクト人エリートの改宗は、かなり長い期間にわたって行われたと考えられており、5世紀に始まって7世紀まで完了しなかっただろうとされる。ポートマホーマック（イースター・ロス地方の漁村）の修道院の基礎における最近の考古学作業で、この地方は6世紀後半、最後の改宗時期にあったと想定された。これはピクト王ブリデイおよびコルンバと同時代である。ピクト人王国内でキリスト教を確立するまでの過程は、はるかに長い期間にわたって延長されていたのだろう。ピクト人王国はもっぱらアイオナ島とアイルランド島から影響を受けたのではなかった。ピクト王ネフタン（en）の治世に見られたように、イングランドの教会ともまたつながりを持っていたのである。717年のネフタンによるアイオナの修道士や聖職者の追放が報告されたのは、ネフタンがローマの慣習を支持していたように見られることからイースターの日付をめぐる論争、剃髪（トンスラ）の習慣に関連していた可能性がある。しかし、王権を教会の上に高めようとする目的があったのかもしれない。それにもかかわらず、地名に残る証拠は、ピクト王国におけるアイオナの影響が広範囲にあったことを示唆している。同様に、アドムナンの法（Cáin Adomnáin）は、保証人の中にネフタンの弟ブリデイを数えている。
キリスト教はおそらく2世紀頃にスコットランドへ伝来した。そしてしっかりと根を下ろしたのは6世紀から7世紀だった。しかし11世紀までは、スコットランドにおける教会とローマ教皇庁の関係はあいまいであった。スコットランドのケルト系教会は、西洋キリスト教会のその他の土地とは、典礼と聖職者に相違が見られたのである。これらのいくつかは、7世紀終わりのウィットビー教会会議で解消された。そしてアイオナからの聖コルンバの撤退は、11世紀の教会改革を待たねばならなかった。このときにスコットランドの教会はローマの不可欠な一部となるのである。
ピクト王国における修道院中心地の重要性は、おそらくアイルランドにおいてのものよりも小さかった。ストラスペイやパースシャイアのように学問が進んでいた地方では、中世盛期の偏狭な構造が中世初期にすでに存在していた。ピクト王国東部の主要な宗教中心地には、ポートマホーマック、Cennrígmonaid（のちのセント・アンドリュース）、ダンケルド、アバーネシー、ロスマーキーがあった。これらはピクト人王と関連づけられて現れた。王室の保護と教会の管理監督が相当な程度主張されるからである。
スクーンの石は、ヤコブが枕に使用した石であると仮定されてきた。1297年、スクーンの石はエドワード1世によって戦利品として奪われ、スクーンからウェストミンスター寺院へ持ってこられた。そこで石は、エドワード王の椅子と呼ばれる古い木の椅子（この椅子に座ってイングランド君主は戴冠した）にはめ込まれた。
キリスト教が信仰される土地ならばある聖人崇敬は、のちピクト人王国で非常に重要となった。ネフタンの場合のペトロ、おそらくアンガス王（en）の場合はアンデレだろうが、王たちは偉大な聖人たちの庇護下にあろうとした。多くはより重要視されておらず、今もって一部は不明瞭である、そういった聖人を王たちは大切にした。ピクト人の聖人ドロスタンは、古代に北部で広く崇拝されたようであるが、12世紀には忘れ去られていた。聖セルウァヌスはネフタン王の弟ブリデイと関連付けられた。古代だけでなく後の時代にもよく知られているように、高貴な血縁集団は自分たちの守護聖人、教会、修道院を持っていたのである。
スコットランドの教会は、ケレスティヌス3世の教皇勅書（Cum universi, 1192年）の後、独立した地位を獲得した。ガロウェイと当時ノルウェー王の支配下にあった島嶼部を除く、すべてのスコットランドの司教区は、正式にヨークとカンタベリーの独立した教会となった。しかし、同じ頃4つの大司教座があったアイルランドとは異なり、スコットランドには大司教区がなく、スコットランド教会（Ecclesia Scoticana）全体は個々の司教区からなっており、『ローマの特別な娘』であった。
1560年にジョン・ノックスによってスコットランド宗教改革（en）が始まるまでは、その状況は残っていた。カルヴァン派であるノックスは、スコットランドにおける教会はローマ教皇と決別し、カルヴァン派の信仰告白を採用すべきとした。この時点で、カトリックのミサは非合法化された。メアリー・ステュアートがフランスから帰国してスコットランド統治を開始したとき、ほとんどプロテスタント国家であり、宮廷をプロテスタントが占めていたスコットランドで、自分自身がカトリック教徒であることを認識したのである。

## 現代のキリスト教
2001年の人口調査で測ると、スコットランド国教会がスコットランド最大のキリスト教宗派である。1921年スコットランドにおける教会法において、国民教会と認定されているが、国教ではない。スコットランド国教会は改革長老教会であり、1690年に決定された教会の政治形態は長老制を採用する。君主（現在はチャールズ3世）はスコットランド国教会の正会員であり、長老総会（en）に王室使節（en）を代表として派遣する。
スコットランド第2のキリスト教宗派は、宗教改革を生き残ったカトリックである。16世紀から18世紀終わりまで続いた弾圧にもかかわらず、特にノース・ウイスト島およびサウス・ウイスト島とバラ島では優勢である。スコットランドのカトリックは、19世紀にアイルランド移民が多く定着したスコットランド西部で特に強まった。顕著な人数のイタリア、リトアニア、ポーランドからのカトリック教徒移民がスコットランドに移住したため、この傾向は20世紀の間続いた。
スコットランド聖公会（en）は、約39,000人の信者を持ち、スコットランド第3のキリスト教会である。聖公会は、スコットランドにおいて長老制度が最後に確立した1690年に、スコットランド国教会から分離して誕生した。アングリカン・コミュニオンの一部でありながら、イングランド国教会の『娘教会』ではない。
正教会も注目に値する。グラスゴーでは、セント・ルーク教会（en）が重要な歴史的背景を持つ教会である。
スコットランドの国教問題以上に、長老主義に疑問を抱く人々が別の宗派であるスコットランド自由教会を設立することとなった。スコットランドの現在の自由教会は、カルヴァン主義よりさらに保守的なスタイルを遵守している。
スコットランドにおけるその他の宗派には、エホバの証人、メソジスト教会、会衆派教会、末日聖徒イエス・キリスト教会があげられる。

## 他の宗教

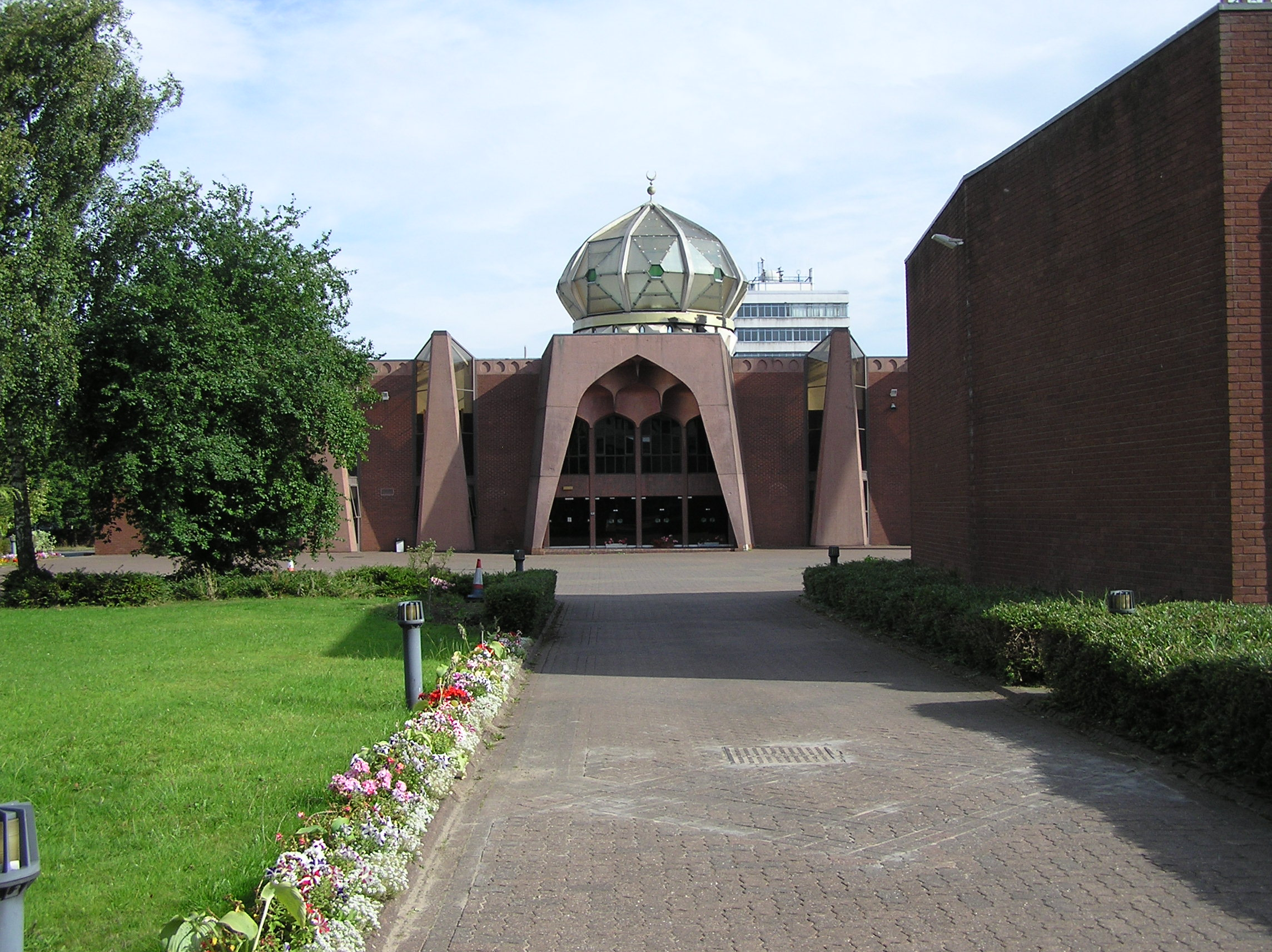
スコットランド最大のモスク、グラスゴー・セントラル・モスク

スコットランドにおいては、人口の28％という比較的高い割合の人々が自分自身が無宗教に属するとみなしている。確かにこれは、2001年の国勢調査においては、スコットランド国教会信徒であるという回答に次いで、2番目にありふれた反応だった（カトリック教徒であるという回答を上回った）。
イスラム教は、人口の1％未満であるが（約50,000人）スコットランドにおけるキリスト教と無宗教に次ぐ、次の宗教的観点である。
2001年の国勢調査によると、およそ6400人のユダヤ人がスコットランドに在住していた。彼らのほとんどがグラスゴーとエディンバラに集中している。ダンディーでの割合はより少ない。スコットランドのユダヤ人人口は主として都市傾向であり続けている。小さな数字であるにもかかわらず、スコットランドのユダヤ教の歴史は長い。中世イングランドではユダヤ人迫害の時代があり、1290年のユダヤ人追放で最高潮に達した。しかし、スコットランドからはこれらに相応する追放は行われなかった。スコットランド＝ポーランド・リトアニア間の商人の貿易道は、中世スコットランドの港町にユダヤ人住民が定住するのを助けた。中世スコットランドにおけるユダヤ人存在の証拠はかなり乏しい。しかし1190年、グラスゴー司教は教会信者たちに対して『ユダヤ人から借りた金のために、聖職録の棚をつくること』を禁止した。これはイングランドでの反ユダヤ暴動の時期で、短期間スコットランドで暮らしていたユダヤ人が商売を行うことが可能であった、または、スコットランドにやってきたイングランド系ユダヤ人の利益に言及したのかもしれない。多くのキリスト教国家と同様、中世スコットランド人は自らが聖書とつながっていると信じていた。1320年のアーブロース宣言はローマ教皇ヨハネス22世へのアピールとして送られた。これによりスコットランドは独立しており、主権国家であり、不当に攻撃された際には軍事行動をとる権利を主張し、これらが確認された。宣言は、51人のマグナートと貴族たちによって署名がなされた。これは今もブリティッシュ・イスラエリスト（en、自らをイスラエルの失われた10支族の直系の子孫であると信じるイギリス人）が定期的に参照してきている。宣言文は神の目の中にあるものを主張する。
| 「 | ユダヤ人またはギリシャ人、スコットランド人またはイングランド人が、誰が優れて誰が劣るということはない/cum non sit Pondus nec distinccio Judei et Greci, Scoti aut Anglici | 」 |

ユダヤ人移民の多数は、産業革命後にやってきたように見える。1707年以後、スコットランドでユダヤ人であることは、グレートブリテンの多種多様な反ユダヤ人法の対象となったことを意味した。スコットランドは1753年に公布されたユダヤ人帰化法（en）の法管轄下にあったが、これは翌年廃止された。
シェトランド諸島は、スコットランドにおいて異教信仰がかなり一般的に残っている、数少ない土地である。今日でも住民は毎年のウップ・ヘーリアーを祝う。エディンバラも毎年、火祭りのベルテーンと、ゲール人の収穫の祭り・サーウィン（現在はハロウィーンとも結びつく）を祝う。現代のネオペイガニズム信仰は、ウイッカやネオ・ドルイディズム（en）、Celtic Reconstructionist Paganismが一部の信者を持つように、キリスト教以前のイギリスとケルトの信仰に触発されている。一方で文化を基盤とするネオペイガニズムの伝統はキリスト教とはかなり調和するかもしれないし、その実践と信条を明らかにしている。一部のメンバーはオカルトの実践に重点を置いており、迫害を恐れてより慎重に行う傾向にある。バハイ教は少数宗教である。

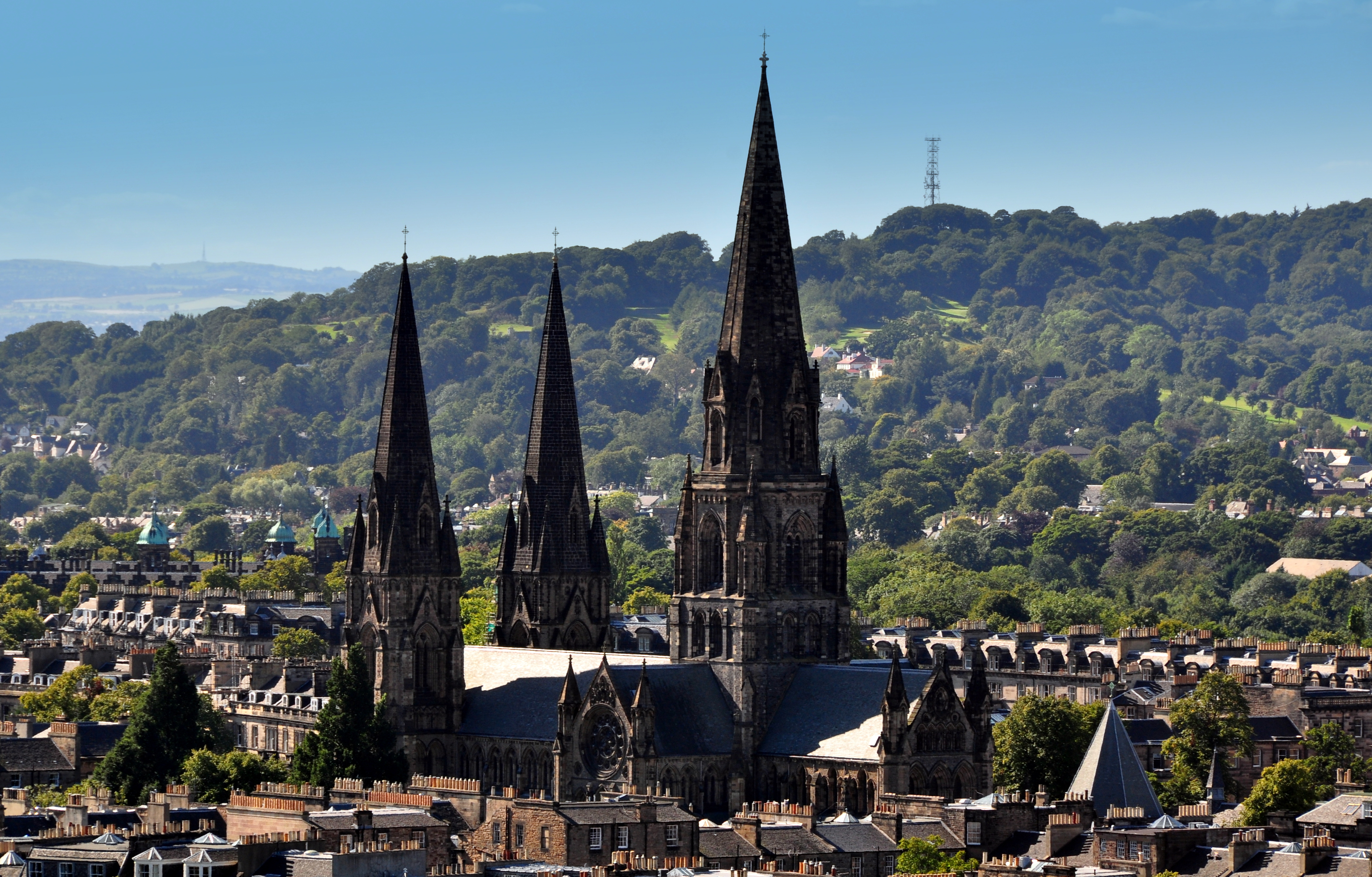
セント・メアリーズ大聖堂（スコットランド聖公会）、エディンバラ

## 宗教指導者
- スコットランド国教会総会における総会議長（en）は毎年召集されるが、総会を導くものではない。総会議長の任期は1年である。総会議長候補は10月にノミネートされ、5月に就任する。2010年/2011年の総会議長はジョン・クリスティである。
- スコットランドにおけるカトリック教会の事実上の長は、最年長の大司教である。現在はグラスゴー大司教、フィリップ・タータグリア（en）である。
- スコットランド聖公会の首座主教は、プリマス（en）と呼ばれる。現在のプリマスは、セント・アンドリュース、ダンケルド・アンド・ダンブレイン主教、デイヴィッド・シリングワースである。
- 2010年のスコットランド自由教会の総会議長は、デイヴィッド・メレディスである。

## 統計
| スコットランドにおける所属する宗教 | スコットランドにおける所属する宗教 | スコットランドにおける所属する宗教 | スコットランドにおける所属する宗教 | スコットランドにおける所属する宗教 |
| ---------------------------------- | ---------------------------------- | ---------------------------------- | ---------------------------------- | ---------------------------------- |
| 宗教/宗派                          | 現在の信仰する宗教                 | %                                  | 成長過程で信仰した宗教             | %                                  |
| スコットランド国教会               | 2,146,251                          | 42.4                               | 2,392,601                          | 47.3                               |
| 無宗教                             | 1,394,460                          | 27.5                               | 887,221                            | 17.5                               |
| カトリック                         | 803,732                            | 15.9                               | 859,503                            | 17.5                               |
| キリスト教その他宗派               | 344,562                            | 6.8                                | 424,221                            | 8.4                                |
| 宗教を明記せず                     | 278,061                            | 5.5                                | 422,862                            | 8.4                                |
| イスラム教                         | 42,557                             | 0.8                                | 42,264                             | 0.8                                |
| その他宗教                         | 26,974                             | 0.6                                | 8,447                              | 0.2                                |
| 仏教                               | 6,830                              | 0.1                                | 4,704                              | 0.1                                |
| シク教                             | 6,572                              | 0.1                                | 6,821                              | 0.1                                |
| ユダヤ教                           | 6,448                              | 0.1                                | 7,446                              | 0.1                                |
| ヒンドゥー教                       | 5,564                              | 0.1                                | 5,921                              | 0.1                                |
| Base/Total                         | 5,062,011                          | 100                                | 5,062,011                          | 100                                |